# Bionicle Heroes
 (octobre 2019).
Si vous disposez d'ouvrages ou d'articles de référence ou si vous connaissez des sites web de qualité traitant du thème abordé ici, merci de compléter l'article en donnant les références utiles à sa vérifiabilité et en les liant à la section « Notes et références ».
Bionicle Heroes est un jeu vidéo de type TPS ou FPS développé par Traveller's Tales et édité par Eidos Interactive, basé sur la gamme Bionicle de jeu de construction Lego. Le jeu est sorti sur GameCube, Wii, PlayStation 2, Xbox 360, PC, Nintendo DS et Game Boy Advance en 2006.
L'histoire est basée sur l'axe de l'histoire Bionicle de l'année 2006 : Les Toa Inika arrivent sur l'île de Voya Nui afin de lutter contre les mystérieux Piraka et de retrouver le légendaire Masque de Vie.

## Trame
Le joueur voyage à travers différents lieux. L'Enclave de Balta, sorte de base où le joueur peut améliorer ses armes, armures et pouvoirs entre chaque niveau. On y trouve aussi une salle des trophées, avec les boss vaincus et les masques récoltés, et la Zone des Piraka, une zone spéciale où le joueur peut s'amuser avec des constructions telles que transat, voilier, ... Les Régions de l'Eau, de la Glace, de la Pierre, de la Terre, du Feu et de l'Air, qui contiennent les niveaux du jeu. La Salle Secrète, qui n'est débloquée qu'après avoir fini les 6 régions et mène vers le dernier niveau. Il est bon de noter que si les versions Nintendo DS et Game Boy Advance reprennent les mêmes personnages, elles correspondent chacune à des jeux bien différents. L'une se joue en vue FPS et l'autre par isométrie. L'histoire change aussi sensiblement, faisant par exemple intervenir Makuta, ancien personnage de la licence.

## Système de jeu

### Personnages
Le joueur a la possibilité d'incarner les 6 Toa Inika :
- Hahli, Toa de l'Eau
- Matoro, Toa de la Glace
- Nuparu, Toa de la Terre
- Hewkii, Toa de la Pierre
- Jaller, Toa du Feu
- Kongu, Toa de l'Air

Lorsque le joueur récolte un masque particulier, il acquiert une capacité spéciale pour le personnage qu'il utilise. Chaque Toa possède un pouvoir différent, comme la possibilité de grimper aux murs, sauter par-dessus les ravins, … Tradition dans les jeux TT Games pour Lego, ramasser suffisamment de pièces de construction permet de débloquer un mode "Héro". Ce mode rend le joueur invincible et débloque son avancée dans les niveaux. Pour la version démo, celui-ci étant temporaire là où il ne se désactive finalement qu'une fois une certaine action effectuée dans la version finale.
Une fois vaincus, les Piraka peuvent également être joués, mais uniquement dans leur propre niveau. Enfin le dernier Piraka, Vezon, peut être joué après qu'il a été vaincu. Il remplace cependant les autres.
Au cours de son aventure le joueur se trouve confrontés à de nombreux ennemis. Les ennemis « classiques », rencontrés dans tous les niveaux et de faible puissance, sont les Bohroks, les Vahkis et les Visorak. Ensuite se trouvent trois boss pour chaque monde, classés ici du plus faible au plus puissant. Il y a un dernier monde, constitué d'un seul niveau, où le joueur affronte le "double boss" du jeu : Vezon, le septième Piraka, et Fenrakk, sa monture géante.